# Listă de persoane diagnosticate cu scleroză multiplă
- Această pagină este o listă de persoane cu scleroză multiplă (cu surse și explicații).

Cuprins: Început - 0–9 A B C D E F G H I J K L M N O P Q R S T U V W X Y Z

## Listă de persoane notorii cu scleroză multiplă

### A
- Fleur Agema [1]
- Christina Amphlett (decedată) [2]

### B
- Dave Balon (decedat) [3]
- Josiah Bartlet (personaj ficțional)
- Trevor Bayne [4]
- Bill Bradbury [5]
- Clive Burr (decedat) [6]
- Selma Blair

### C
- Neil Cavuto, jurnalist american, Fox Business Network [7]
- Exene Cervenka [8]
- Benjamin Cohen (journalist) [9]

### D
- Janice Dean [10][11]
- Joan Didion [12]
- Tamara Dobson (decedată) [13]
- Marie Dubois (decedată) [14]

### E
- Stanley Elkin (decedată) [15]

### F
- Lola Falana [16]
- Annette Funicello (decedată)[17]
- Tim Ferguson

### G
- Teri Garr [18]
- Courtney Galiano [19]
- Jean Griswold [20]

### H
- Rick Hardcastle [21](decedat)
- Will Cullen Hart [22]
- Carlos Hathcock (decedat) [23]
- Josh Harding [24]
- Stuart Henry (DJ) (decedat) [25]
- Jimmie Heuga (decedat) [26]
- John Hicklenton (decedat) [27]
- Alastair Hignell
- M. J. Hyland [28]

### I
- Iman Ali (actriță și model pakistaneză) [29]

### J
- Raymond Edward Johnson (decedat) [30]
- Barbara Jordan (decedată) [31]

### K
- Michael Kamen (decedat) [32]
- Jonathan Katz [33]
- Hal Ketchum [34]
- Chad King (membru al formației A Great Big World)

### L
- Laurie Clements Lambeth
- David Lander [35]
- Ronnie Lane (decedat) [36]
- Margaret Leighton (decedată) [37]

### M
- Fiona Mactaggart [38]
- Nicoletta Mantovani [39]
- Rachel Miner [40]
- Kayla Montgomery[41]
- Lorna Jean Moorhead [42]

### O
- Megan O'Brien (personaj ficțional)
- Sydney Omarr (decedat)[43]
- Serdar Ortaç [44]
- Jack Osbourne [45]
- Alan Osmond [46]
- David Osmond, fiul lui Alan Osmon.

### P
- Jacqueline du Pré (decedat)[47]
- Richard Pryor (decedat) [48]
- Paul Pelland (cunoscut ca Longhaulpaul) (născut în 1968)[49]

### R
- Madlyn Rhue (decedat) [51]
- Keith Roberts (decedat) [52]
- Ann Romney [53]

### S
- Noah "40" Shebib [54]
- Jordan Sigalet [55]
- Aaron Solowoniuk [56]
- Tiger Tim Stevens[57]
- Kelly Sutton [58]
- Jim Sweeney [59]

### T
- Tamia[60]
- Sue Thomas[61]

### V
- Don Van Vliet, artist și muzician, cunoscut mai ales ca Captain Beefheart (decedat)[62]
- Saija Varjus[63]
- Marjorie J. Vold[64]

### W
- Terry L. Wahls, M.D.[65]
- Clay Walker [66]
- Paul Wellstone (decedat, dar nu din motive legate de SM) [67]
- Montel Williams [68]
- Victoria Williams [69]
- Chris Wright, baschetbalist american.

### Y
- Ivaylo Yordanov, bulgar fotbalist [70][71][72]